# Somerset Maugham Award
Der Somerset Maugham Award ist ein britischer Literaturpreis, der jedes Jahr im Frühsommer von der britischen Autorenvereinigung Society of Authors an Autoren unter 30 Jahren vergeben wird. Er ist inzwischen mit £16.000 dotiert, die auf die Preisträger verteilt werden.
Der Preis wurde erstmals 1947 von William Somerset Maugham vergeben, um Nachwuchsautoren mit dem Geld einen Auslandsaufenthalt zu ermöglichen.

## Preisträger
| Jahr | Autor                     | Buchtitel                                                                                               |
| ---- | ------------------------- | --- |
| 1947 | A. L. Barker              | Innocents                                                                                               |
| 1948 | P. H. Newby               | Journey to the Interior                                                                                 |
| 1949 | Hamish Henderson          | Elegies for the Dead in Cyrenaica                                                                       |
| 1950 | Nigel Kneale              | Tomato Cain & Other Stories                                                                             |
| 1951 | Roland Camberton          | Scamp                                                                                                   |
| 1952 | Francis King              | The Dividing Stream                                                                                     |
| 1953 | Emyr Humphreys            | Hear and Forgive                                                                                        |
| 1954 | Doris Lessing             | Five Short Novels                                                                                       |
| 1955 | Kingsley Amis             | Lucky Jim                                                                                               |
| 1956 | Elizabeth Jennings        | A Way of Looking                                                                                        |
| 1957 | George Lamming            | In the Castle of My Skin                                                                                |
| 1958 | John Wain                 | Preliminary Essays                                                                                      |
| 1959 | Thom Gunn                 | A Sense Of Movement                                                                                     |
| 1960 | Ted Hughes                | The Hawk in the Rain                                                                                    |
| 1961 | V. S. Naipaul             | Miguel Street                                                                                           |
| 1962 | Hugh Thomas               | The Spanish Civil War                                                                                   |
| 1963 | David Storey              | Flight Into Camden                                                                                      |
| 1964 | Dan Jacobson              | Time of Arrival                                                                                         |
| 1964 | John le Carré             | The Spy Who Came In From the Cold                                                                       |
| 1965 | Peter Everett             | Negatives                                                                                               |
| 1966 | Michael Frayn             | The Tin Men                                                                                             |
| 1966 | Julian Mitchell           | The White Father                                                                                        |
| 1967 | B. S. Johnson             | Trawl                                                                                                   |
| 1967 | Andrew Sinclair           | The Better Half                                                                                         |
| 1968 | Paul Bailey               | At The Jerusalem                                                                                        |
| 1968 | Seamus Heaney             | Death of a Naturalist                                                                                   |
| 1969 | Angela Carter             | Several Perceptions                                                                                     |
| 1970 | Jane Gaskell              | A Sweet Sweet Summer                                                                                    |
| 1970 | Piers Paul Read           | Monk Dawson                                                                                             |
| 1971 | Susan Hill                | I'm the King of the Castle                                                                              |
| 1971 | Richard Barber            | The Knight and Chivalry                                                                                 |
| 1971 | Michael Hastings          | Tussy Is Me                                                                                             |
| 1972 | Douglas Dunn              | Terry Street                                                                                            |
| 1972 | Gillian Tindall           | Fly Away Home                                                                                           |
| 1973 | Peter Prince              | Play Things                                                                                             |
| 1973 | Paul Strathern            | A Season in Abyssinia                                                                                   |
| 1973 | Jonathan Street           | Prudence Dictates                                                                                       |
| 1974 | Martin Amis               | The Rachel Papers                                                                                       |
| 1975 | Nicht verliehen           | Nicht verliehen                                                                                         |
| 1976 | Dominic Cooper            | The Dead of Winter                                                                                      |
| 1976 | Ian McEwan                | First Love, Last Rites                                                                                  |
| 1977 | Richard Holmes            | Shelley: The Pursuit                                                                                    |
| 1978 | Tom Paulin                | A State of Justice                                                                                      |
| 1978 | Nigel Williams            | My Life Closed Twice                                                                                    |
| 1979 | Helen Hodgman             | Jack & Jill                                                                                             |
| 1979 | Sara Maitland             | Daughter of Jerusalem                                                                                   |
| 1980 | Max Hastings              | Bomber Command                                                                                          |
| 1980 | Christopher Reid          | Arcadia                                                                                                 |
| 1980 | Humphrey Carpenter        | The Inklings                                                                                            |
| 1981 | Julian Barnes             | Metroland                                                                                               |
| 1981 | Clive Sinclair            | Hearts of Gold                                                                                          |
| 1981 | Andrew Wilson             | The Healing Art                                                                                         |
| 1982 | William Boyd              | A Good Man in Africa                                                                                    |
| 1982 | Adam Mars-Jones           | Lantern Lecture                                                                                         |
| 1983 | Lisa Saint Aubin de Terán | Keepers of the House                                                                                    |
| 1984 | Peter Ackroyd             | The Last Testament of Oscar Wilde                                                                       |
| 1984 | Timothy Garton Ash        | The Polish Revolution: Solidarity                                                                       |
| 1984 | Sean O’Brien              | The Indoor Park                                                                                         |
| 1985 | Blake Morrison            | Dark Glasses                                                                                            |
| 1985 | Jeremy Reed               | By the Fisheries                                                                                        |
| 1985 | Jane Rogers               | Her Living Image                                                                                        |
| 1986 | Patricia Ferguson         | Family Myths and Legends                                                                                |
| 1986 | Adam Nicolson             | Frontiers                                                                                               |
| 1986 | Tim Parks                 | Tongues of Flame                                                                                        |
| 1987 | Stephen Gregory           | The Cormorant                                                                                           |
| 1987 | Janni Howker              | Isaac Campion                                                                                           |
| 1987 | Andrew Motion             | The Lamberts                                                                                            |
| 1988 | Jimmy Burns               | The Land That Lost Its Heroes                                                                           |
| 1988 | Carol Ann Duffy           | Selling Manhattan                                                                                       |
| 1988 | Matthew Kneale            | Whore Banquets                                                                                          |
| 1989 | Rupert Christiansen       | Romantic Affinities                                                                                     |
| 1989 | Alan Hollinghurst         | The Swimming Pool Library                                                                               |
| 1989 | Deirdre Madden            | The Birds of the Innocent Wood                                                                          |
| 1990 | Mark Hudson               | Our Grandmothers' Drums                                                                                 |
| 1990 | Sam North                 | The Automatic Man                                                                                       |
| 1990 | Nicholas Shakespeare      | The Vision of Elena Silves                                                                              |
| 1991 | Peter Benson              | The Other Occupant                                                                                      |
| 1991 | Lesley Glaister           | Honour Thy Father                                                                                       |
| 1991 | Helen Simpson             | Four Bare Legs in a Bed                                                                                 |
| 1992 | Geoff Dyer                | But Beautiful                                                                                           |
| 1992 | Lawrence Norfolk          | Lemprière's Dictionary                                                                                  |
| 1992 | Gerard Woodward           | Householder                                                                                             |
| 1993 | Dea Birkett               | Jella                                                                                                   |
| 1993 | Duncan McLean             | Bucket of Tongues                                                                                       |
| 1993 | Glyn Maxwell              | Out of the Rain                                                                                         |
| 1994 | Jackie Kay                | Other Lovers                                                                                            |
| 1994 | A. L. Kennedy             | Looking For the Possible Dance                                                                          |
| 1994 | Philip Marsden            | Crossing Place                                                                                          |
| 1995 | Patrick French            | Younghusband                                                                                            |
| 1995 | Simon Garfield            | The End of Innocence                                                                                    |
| 1995 | Kathleen Jamie            | The Queen of Sheba                                                                                      |
| 1995 | Laura Thompson            | The Dogs                                                                                                |
| 1996 | Katherine Pierpoint       | Truffle Beds                                                                                            |
| 1996 | Alan Warner               | Morvern Callar                                                                                          |
| 1997 | Rhidian Brook             | The Testimony of Taliesin Jones                                                                         |
| 1997 | Kate Clanchy              | Slattern                                                                                                |
| 1997 | Philip Hensher            | Kitchen Venom                                                                                           |
| 1997 | Francis Spufford          | I May Be Some Time                                                                                      |
| 1998 | Rachel Cusk               | The Country Life                                                                                        |
| 1998 | Jonathan Rendall          | This Bloody Mary Is the Last Thing I Own                                                                |
| 1998 | Kate Summerscale          | The Queen of Whale Cay                                                                                  |
| 1998 | Robert Twigger            | Angry White Pyjamas                                                                                     |
| 1999 | Andrea Ashworth           | Once in a House on Fire                                                                                 |
| 1999 | Paul Farley               | The Boy from the Chemist is Here to See You                                                             |
| 1999 | Giles Foden               | The Last King of Scotland                                                                               |
| 1999 | Jonathan Freedland        | Bring Home the Revolution                                                                               |
| 2000 | Bella Bathurst            | The Lighthouse Stevensons                                                                               |
| 2000 | Sarah Waters              | Affinity                                                                                                |
| 2001 | Edward Platt              | Leadville                                                                                               |
| 2001 | Ben Rice                  | Pobby and Dingan                                                                                        |
| 2002 | Charlotte Hobson          | Black Earth City                                                                                        |
| 2002 | Marcel Theroux            | The Paperchase                                                                                          |
| 2003 | William Fiennes           | The Snow Geese                                                                                          |
| 2003 | Hari Kunzru               | The Impressionist                                                                                       |
| 2003 | Jon McGregor              | If Nobody Speaks of Remarkable Things                                                                   |
| 2004 | Charlotte Mendelson       | Daughters of Jerusalem                                                                                  |
| 2004 | Mark Blayney              | Two Kinds of Silence                                                                                    |
| 2004 | Robert Macfarlane         | Mountains of the Mind                                                                                   |
| 2005 | Justin Hill               | Passing Under Heaven                                                                                    |
| 2005 | Maggie O’Farrell          | The Distance Between Us                                                                                 |
| 2006 | Chris Cleave              | Incendiary                                                                                              |
| 2006 | Zadie Smith               | On Beauty                                                                                               |
| 2006 | Owen Sheers               | Skirrid Hill                                                                                            |
| 2007 | Horatio Clare             | Running For The Hills                                                                                   |
| 2007 | James Scudamore           | The Amnesia Clinic                                                                                      |
| 2008 | Steven Hall               | The Raw Shark Texts                                                                                     |
| 2008 | Nick Laird                | On Purpose                                                                                              |
| 2008 | Gwendoline Riley          | Joshua Spassky                                                                                          |
| 2008 | Adam Thirlwell            | Miss Herbert (US title: The Delighted States)                                                           |
| 2009 | Adam Foulds               | The Broken Word                                                                                         |
| 2009 | Alice Albinia             | Empires of the Indus                                                                                    |
| 2009 | Rodge Glass               | Alasdair Gray: A Secretary's Biography                                                                  |
| 2009 | Henry Hitchings           | The Secret Life of Words                                                                                |
| 2009 | Thomas Leveritt           | The Exchange-Rate Between Love and Money                                                                |
| 2009 | Helen Walsh               | Once Upon a Time in England                                                                             |
| 2010 | Jacob Polley              | Talk of the Town                                                                                        |
| 2010 | Helen Oyeyemi             | White is for Witching                                                                                   |
| 2010 | Ben Wilson                | What Price Liberty?                                                                                     |
| 2011 | Miriam Gamble             | The Squirrels Are Dead                                                                                  |
| 2011 | Alexandra Harris          | Romantic Moderns                                                                                        |
| 2011 | Adam O’Riordan            | In the Flesh                                                                                            |
| 2012 | Nicht verliehen           | Nicht verliehen                                                                                         |
| 2013 | Ned Beauman               | The Teleportation Accident                                                                              |
| 2013 | Abi Curtis                | The Glass Delusion                                                                                      |
| 2013 | Joe Stretch               | The Adult                                                                                               |
| 2013 | Lucy Wood                 | Diving Belles                                                                                           |
| 2014 | Nadifa Mohamed            | The Orchard of Lost Souls                                                                               |
| 2014 | Daisy Hildyard            | Hunters in the Snow Grass                                                                               |
| 2014 | Amy Sackville             | Orkney                                                                                                  |
| 2015 | Jonathan Beckman          | How to Ruin a Queen: Marie Antoinette, the Stolen Diamonds and the Scandal that Shook the French Throne |
| 2015 | Liz Berry                 | Black Country                                                                                           |
| 2015 | Ben Brooks                | Lolito                                                                                                  |
| 2015 | Zoe Pilger                | Eat My Heart Out                                                                                        |
| 2016 | Jessie Greengrass         | An Account Of The Decline Of The Great Auk, According To One Who Saw It                                 |
| 2016 | Daisy Hay                 | Mr & Mrs Disraeli: A Strange Romance                                                                    |
| 2016 | Andrew McMillan           | Physical                                                                                                |
| 2016 | Thomas Morris             | We Don't Know What We're Doing                                                                          |
| 2016 | Jack Underwood            | Happiness                                                                                               |
| 2017 | Edmund Gordon             | The Invention of Angela Carter                                                                          |
| 2017 | Melissa Lee-Houghton      | Sunshine                                                                                                |
| 2017 | Martin MacInnes           | Infinite Ground                                                                                         |
| 2018 | Kayo Chingonyi            | Kumukanda                                                                                               |
| 2018 | Fiona Mozley              | Elmet                                                                                                   |
| 2018 | Miriam Nash               | All The Prayers in the House                                                                            |
| 2019 | Raymond Antrobus          | The Perseverance                                                                                        |
| 2019 | Damian Le Bas             | The Stopping Places                                                                                     |
| 2019 | Phoebe Power              | Shrines of Upper Austria                                                                                |
| 2019 | Nell Stevens              | Mrs Gaskell and Me                                                                                      |
| 2020 | Alex Allison              | The Art of the Body                                                                                     |
| 2020 | Oliver Soden              | Michael Tippett: The Biography                                                                          |
| 2020 | Roseanne Watt             | Moder Dy                                                                                                |
| 2020 | Amrou Al-Kadhi            | Life as a Unicorn                                                                                       |
| 2021 | Graeme Armstrong          | The Young Team                                                                                          |
| 2021 | Lamorna Ash               | Dark, Salt, Clear                                                                                       |
| 2021 | Isabelle Baafi            | Ripe |
| 2021 | Akeem Balogun             | The Storm                                                                                               |
| 2022 | Tice Cin                  | Keeping The House                                                                                       |
| 2022 | Maia Elsner               | Overrun by Wild Boars                                                                                   |
| 2022 | Caleb Azumah Nelson       | Open Water                                                                                              |
| 2022 | Lucia Osbourne-Crowley    | My Body Keeps Your Secrets                                                                              |
| 2022 | Stephanie Sy-Quia         | Amnion                                                                                                  |